# Operacja Horew
Operacja Horew (hebr. מבצע חורב, Miwca Chorew) – izraelska operacja wojskowa przeprowadzona podczas I wojny izraelsko-arabskiej w dniach 22 grudnia 1948 – 7 stycznia 1949 przeciwko egipskiej armii w zachodniej części pustyni Negew. Jej celem było wyparcie wojsk egipskich z Palestyny i okrążenie ich głównych sił w Strefie Gazy. Pomimo nie osiągnięcia wszystkich zakładanych celów, operacja zakończyła się sukcesem Izraelczyków.

## Tło wydarzeń
Na mocy Rezolucji Zgromadzenia Ogólnego ONZ nr 181 z dnia 29 listopada 1947, w Palestynie miały powstać dwa państwa: żydowskie i arabskie. W wyniku odrzucenia przez Arabów planu podziału Palestyny, w listopadzie 1947 wybuchła wojna domowa w Palestynie (1947–1948), której kontynuacją była rozpoczęta w maju 1948 I wojna izraelsko-arabska. W przeciwieństwie do wcześniejszej wojny domowej, była to typowa wojna o charakterze konwencjonalnym, w którym zaangażowało się szereg państw arabskich. Na froncie południowym, część pustyni Negew, pas wybrzeża i większą część Judei zajęły wojska egipskie. Po serii ciężkich walk, w październiku Izraelczycy przeszli do kontrofensywy i w trakcie operacji Jo’aw (15-22 października) zajęli miasto Beer Szewa, przejmując inicjatywę na froncie południowym. W rejonie wioski al-Faludża znalazła się w okrążeniu egipska 4 Brygada. Kolejne operacje systematycznie zmniejszały obszar kontrolowany przez Arabów na Negewie. W dniu 9 listopada operacja Szmone przyniosła zdobycie strategicznego fortu Irak Suwajdan. W dniach 23-25 listopada przeprowadzono operację Lot, w trakcie której oczyszczono z sił arabskich północno-wschodnią część pustyni Negew oraz przywrócono komunikację z Morzem Martwym. Kolejna operacja Asaf (5-7 grudnia) przyniosła udaremnienie egipskich planów przejęcia kontroli nad zachodnim Negewem i przygotowała pozycje wyjściowe do kolejnych operacji zaczepnych w obszarze Strefy Gazy.

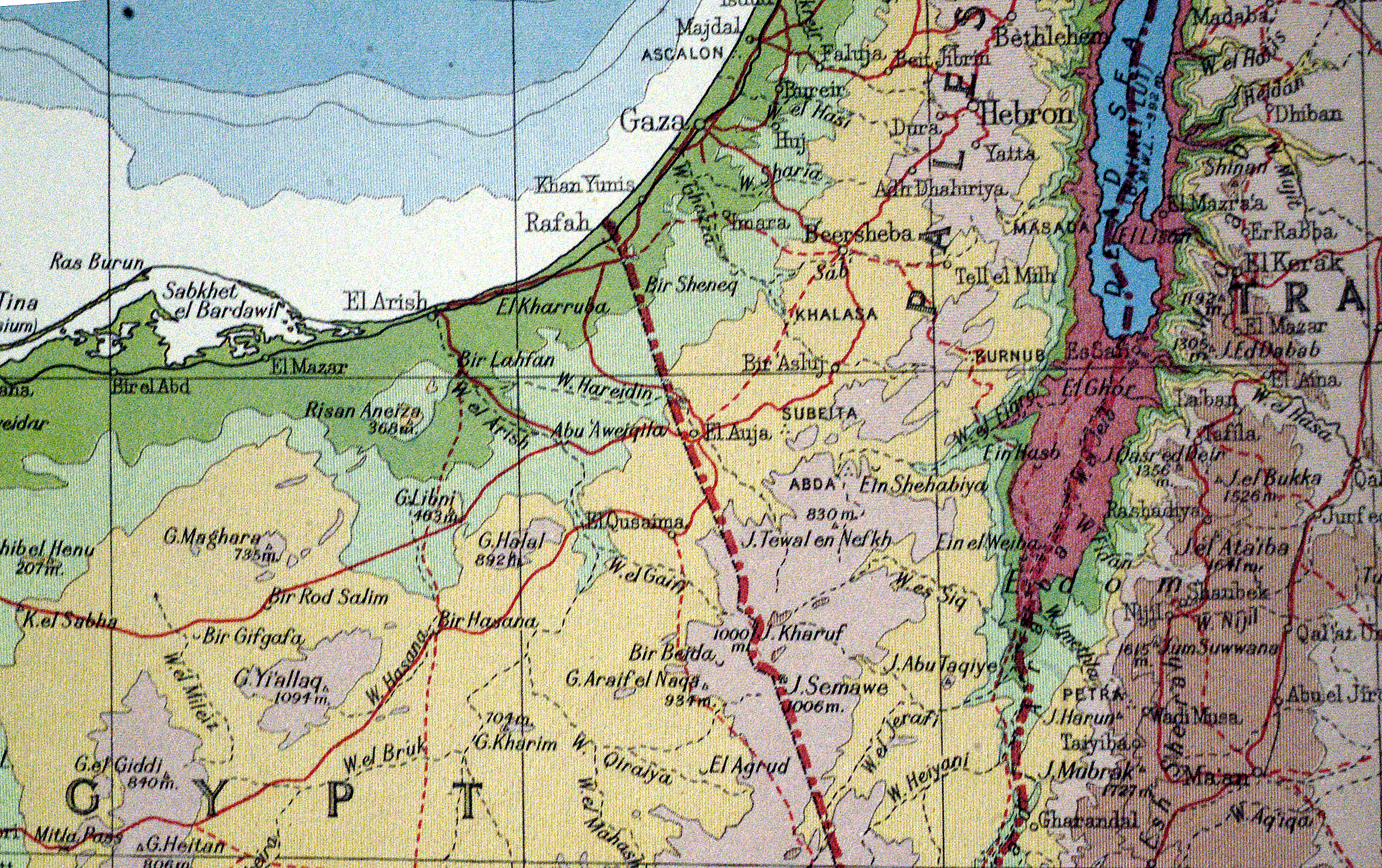
Mapa terenów, na których była prowadzona operacja Horew

Izraelskie dowództwo zdawało sobie sprawę, że zbliża się koniec wojny. Dlatego strategiczną koniecznością wydawało się poszukiwanie jak najszybszych rozwiązań na Negewie, tak aby przeszkodzić zatrzymaniu tych terenów przez Egipt. Dodatkową trudnością dla Izraela była konieczność utrzymywania dużej armii w ciągłej gotowości bojowej. Nowo utworzone państwo żydowskie miało bardzo ograniczone możliwości finansowe, a koszty utrzymywania ponad 100 tys. żołnierzy bardzo ciążyły na całej gospodarce. Z tych powodów, Dawid Ben Gurion był gotowy zaryzykować wzrost międzynarodowego niezadowolenia, niż przedłużać obecny impas na froncie południowym. Sztab Generalny przystąpił więc do opracowywania planu operacji Horew, której celem miało być usunięcie wszystkich wojsk egipskich z granic Palestyny. Plan zakładał, że najsilniejsze egipskie umocnienia znajdują się w obszarze nadmorskiej Strefy Gazy, dlatego zrezygnowano z podejmowania wyczerpujących i zapewne bardzo krwawych walk w tym rejonie. Zamierzano przeprowadzić śmiały manewr oskrzydlający, aby przeciąć linie zaopatrzeniowe pomiędzy Rafah a Al-Arisz. Wojska egipskie w Strefie Gazy zostałyby okrążone, a izraelskie kolumny miałyby otwartą drogę do Kanału Sueskiego. Zakładano, że taka sytuacja zmusi egipski rząd do rozmów pokojowych i przyjęcia korzystnych warunków porozumienia kończącego wojnę. Szef Południowego Dowództwa generał Jigal Allon planował przy tym wkroczyć na półwysep Synaj i zająć portowe miasto Arisz, w którym znajdowały się główne magazyny zaopatrzeniowe egipskiego korpusu ekspedycyjnego. Drugim dodatkowym manewrem miał być atak na wzgórza otaczające Hebron. W ten sposób wojska izraelskie miały zrobić krok w stronę Jerozolimy, co było osobistym zamysłem Jigal Allona. Operacja Horew miała określony termin rozpoczęcia działań, brakowało jednak czasu jej zakończenia. Allon umyślnie usunął tę informację z planu, ponieważ uważał, że nawet jeśli zostanie ogłoszony rozejm to „chłopcy sobie odpoczną, a za parę tygodni przygotujemy małą prowokację, oni zaatakują nas i walki zostaną wznowione, dopóki IDF nie osiągną swego celu”.

## Układ sił

### Siły arabskie
Egipski korpus ekspedycyjny w ostatnim okresie wojny był podzielony na trzy zgrupowania. (1) Główne siły dwóch brygad były rozlokowane razem ze sztabem głównym w rejonie Strefy Gazy. Obszar ten miał długość około 35 km i został podzielony na kilka sektorów: (a) Sektor Gazy – broniony przez dwa bataliony piechoty (3. i 7.), wzmocnione dwoma rezerwowymi batalionami (3. i 8.) i pięcioma kompaniami ochotników z Arabii Saudyjskiej. W ich odwodzie znajdowały się siły uderzeniowe (9 Batalion piechoty, batalion pancerny i bateria artylerii). Dowództwo nad sektorem objął dowódca 2 Brygady, gen. Mahmoud Fahma. (b) Sektor Rafah – broniony przez batalion piechoty, wzmocniony trzema rezerwowymi batalionami i baterią artylerii. Dowództwo nad sektorem otrzymał Mohamed Hosni. (c) linie komunikacyjne pomiędzy Rafah a Gazą zostały podzielone na dwa podsektory: pierwszy od Gazy do Dajr al-Balah i drugi od Dajr al-Balah do Rafah. Obronę każdego z podsektora zapewniał batalion ochotników. W ich odwodzie znajdowały się siły uderzeniowe (batalion piechoty, batalion pancerny i bateria artylerii). Podsektorem północnym dowodził Ahmed Saif al-Din Ibrahim, a południowym gen. Mohammed Sulejman Hjursa. (2) Linię graniczną od Rafah po Audża al-Hafir obsadziły dwa bataliony piechoty z 1 Brygady, pod dowództwem Fouada Hosni. W obszarze pomiędzy Audża al-Hafir a Bir 'Asluj, na południe od Beer Szewy pozycje zajął batalion piechoty, którego poszczególne kompanie zajęły samodzielne punkty obronne położone wzdłuż całej drogi. W przypadku izraelskiego ataku nie planowano podejmowania żadnych kontrataków lub udzielania pomocy, pozostawiając izolowane punkty oporu same sobie. Znajdująca się z tyłu strategiczna droga łącząca miasto Al-Arisz z Audża al-Hafir była ochraniana przez wzmocniony batalion, stanowiący jednocześnie odwód. Dodatkowo, w rejonie miasta Arisz znajdował się batalion rezerwowy i jednostka artylerii przeciwlotniczej pod dowództwem Abdulhamida Badran. (3) Odrębnym obszarem pozostawał rejon Hebronu i Betlejem, gdzie znajdowały się jednostki ochotników. Poza tym w tzw. „worku al-Faludża” w okrążeniu znajdowała się 4 Brygada licząca 4 tys. żołnierzy. Organizacją obrony dowodził Mahmud Taha. W sumie egipski korpus ekspedycyjny liczył około 20 tys. żołnierzy.
Egipskie dowództwo spodziewało się izraelskiego natarcia, jednak błędnie określono jego kierunek, przypuszczając, że zostanie on skierowany bezpośrednio w Strefę Gazy. Dlatego przeniesiono dwa bataliony piechoty z drogi Audża al-Hafir – Bir 'Asluj na linię Rafah – Gaza. Nieświadomie osłabiono w ten sposób obronę odcinka, który w rzeczywistości stał się celem izraelskiej ofensywy.

### Siły żydowskie
Siły Obronne Izraela przygotowały do przeprowadzenia operacji Horew wyznaczyły siły pięciu brygad wspieranych przez marynarkę i siły powietrzne. Główne natarcie miała przeprowadzić 8 Brygada Pancerna. Jej celem było przeprowadzenie manewru oskrzydlającego główne egipskie siły w Strefie Gazy i dotarcie poprzez półwysep Synaj do miasta Arisz. Nie zamierzano jednak nacierać wzdłuż mocno bronionej drogi Audża al-Hafir – Bir 'Asluj, i zamiast tego poprowadzić atak starą pustynną drogą nazywaną szlakiem kadzialnianym. Aby ułatwić to natarcie, Brygada Negew miała oskrzydlającymi manewrami zaatakować główne pozycje obronne Egipcjan wzdłuż drogi prowadzącej z Beer Szewy do Audża al-Hafir. Brygada „Harel” otrzymała zadanie osłaniania zachodniego skrzydła natarcia, uniemożliwiając egipskim siłom z rejonu Rafah przeprowadzenia kontrataku na południe. Brygada Golani otrzymała rozkaz przeprowadzenia działań dywersyjnych w Strefie Gazy. Natomiast Brygada Aleksandroni blokowała „worek al-Faludża”. Do realizacji całej operacji powołano specjalny sztab, który został nazwany Janszuf (pol. Sowa). Całością operacji dowodził Jigal Allon, a oficerem operacyjnym był Icchak Rabin.

## Przebieg operacji

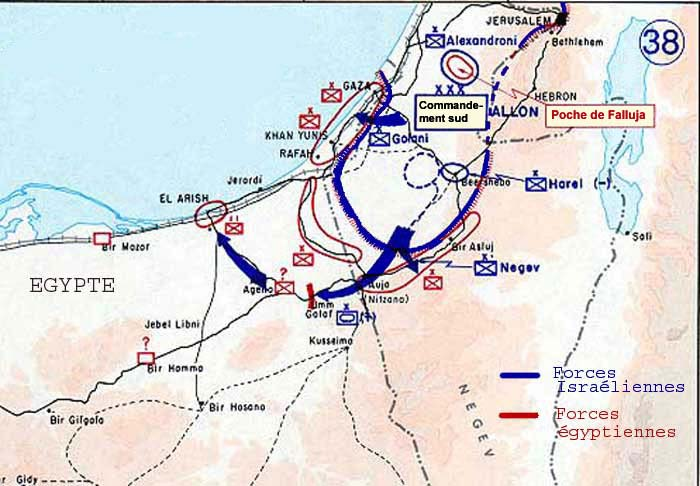
Przebieg operacji Horew

Operacja Horew rozpoczęła się popołudniem 22 grudnia 1948 roku, od lotniczego bombardowania egipskich pozycji w rejonie miast Gaza, Rafah i Chan Junus. Dodatkowo, Gazę i Rafah ostrzelały izraelskie okręty wojenne. Działania te utwierdziły egipskie dowództwo w przekonaniu, że właśnie Strefa Gazy będzie głównym celem następnego izraelskiego natarcia.

### Działania dywersyjne
Działania dywersyjne rozpoczęto w nocy z 22 na 23 grudnia 1948 roku. Kolumna kilku samochodów pancernych i transporterów opancerzonych przeprowadziła rajd na wioskę Abasan al-Kabira, która była główną bazą wypadową wojsk egipskich podczas wcześniejszej operacji Asaf (5-7 grudnia). Wioska była położona w odległości około 5 km na południowy wschód od miasta Chan Junus i stanowiła zewnętrzny pierścień egipskiej obrony w Strefie Gazy. Rajd zakończył się niepowodzeniem, i Izraelczycy po straceniu dwóch pojazdów wycofali się pod zasłoną dymną.

Niemal równocześnie, 13 Batalion z Brygady Golani szybkim natarciem zajął Wzgórze 112, na którym utworzono stanowisko ogniowe moździerzy. Następnie piechota zajęła położone bardziej na północny zachód wzgórze, rozpoczynając w ten sposób bitwę o Wzgórze 86. Po zajęciu tego wzgórza, izraelscy żołnierze odpierali ciężkie kontrataki Egipcjan, przeprowadzone siłami dwóch kompanii piechoty wspieranych przez 20 lekkich czołgów M22 Locust i 4 transportery opancerzone uzbrojone w miotacze ognia. Był to pierwszy przypadek użycia przez nich tej broni w walce. Siła tych ataków była tak duża, że Izraelczycy wycofali się, ponosząc przy tym duże straty. Bitwa zakończyła się taktycznym sukcesem Egipcjan, którym udało się po kilku godzinach walki odzyskać Wzgórze 86. Cała operacja była jednak izraelskim atakiem dywersyjnym, który utwierdził egipskie dowództwo w przekonaniu, że główny kierunek izraelskiego natarcia będzie skierowany na Strefę Gazy. Kiedy Egipcjanie przeszukali ciała zabitych, znaleźli przy nich dokumenty i mapy utwierdzające ich w tym przekonaniu. Jeden z egipskich oficerów napisał w swoim raporcie: 
„Izraelski cel zdobycia pozycji był jasny: rozdzielić i zniszczyć siły ekspedycyjne w Strefie Gazy i tym samym powtórzyć tragedię al-Faludża. Zdobycie tej pozycji oznaczałoby ewakuację dużej części frontu, tak jak było w przypadku, gdy Żydzi zaatakowali stanowisko o podobnym znaczeniu w obszarze Bajt Hanun. We wszystkich swoich ostatnich atakach, Żydzi atakowali węzły komunikacyjne aby rozdzielić i rozproszyć egipską armię. To było również celem ataku na Wzgórze 86”.
Izraelczycy ponieśli ciężkie straty, udało im się utrzymać sąsiednie Wzgórze 112, które wykorzystywali później jako punkt obserwacyjny dla własnej artylerii.

### Pierwsza faza
Pierwsza faza operacji Horew miała się rozpocząć w nocy z 23 na 24 grudnia 1948 roku, jednak silny deszcz spowodował, że boczne pustynne trakty stały się nieprzejezdne. Wymusiło to na dowództwie opóźnienie terminu rozpoczęcia ataku, natomiast Korpus Inżynieryjny pośpiesznie przygotowywał nową drogę na głównym kierunku natarcia. Opóźnienie wyniosło 48 godzin, i w dniu 25 grudnia przygotowujące się do ataku oddziały osobiście odwiedził Dawid Ben Gurion.
Przed południem 25 grudnia, kompania piechoty Brygady Negew zajęła opuszczone egipskie pozycje al-Mushrifa (położone na południowy zachód od Bir 'Asluj). Dzięki niefrasobliwości Egipcjan zdołano się tutaj podłączyć pod ich linie telefoniczne i podsłuchać prowadzone rozmowy. Popołudniem dwa bataliony Brygady Negew zaatakowały egipskie pozycje obronne na wschodnim skrzydle natarcia. Doszło tam to 36-godzinnej bitwy o Bir Tamila, w wyniku której Izraelczycy oczyścili drogę z Beer Szewy prawie do granicy. Działanie to umożliwiło przystąpienie do bitwy o Audżę. W dniu 25 grudnia o godzinie 18:00, siły 8 Brygady Pancernej opuściły rejon studni Rechowot i wjechały od północnego zachodu do wadi Auja. Na odcinku ostatnich 3 km wadi nie prowadzono żadnych prac inżynieryjnych nad poprawieniem drogi, i z tego powodu większość pojazdów tutaj utknęła. Przy pomocy ciągników udało im się wydostać z błota rankiem 26 grudnia. Bezpośredni atak na Audża al-Hafir rozpoczął się popołudniem. Równocześnie prowadzono ciężkie walki powstrzymując egipskie posiłki, usiłujące z Rafah przyjść z pomocą do Auja. Podczas trzech kolejnych egipskich kontrataków Izraelczycy zdołali zniszczyć pięć arabskich pojazdów, zmuszając przeciwnika do odwrotu. Natomiast w obszarze Auja zdołano osiągnąć rozstrzygnięcie dopiero następnego dnia, gdy w rejon bitwy dotarły posiłki z Brygady Negew i Brygady „Harel”. Zdobycie Auja otworzyło Izraelczykom drogę na półwysep Synaj. Według relacji świadków, izraelscy żołnierze dojeżdżając do izraelsko-egipskiej granicy krzyczeli z radości, zatrzymywali pojazdy i całowali ziemię. Zdobycie Auja dwało także izraelskiej armii możliwość do wyrzucenia wszystkich egipskich wojsk z Palestyny. Drogą z Auja w kierunku na Abu Ageila uciekali liczni egipscy żołnierze. Wielu z nich było tak zdemoralizowanych, że bez walki poddawali się Izraelczykom, aby tylko otrzymać pożywienie i schronienie przed zimnem. Całe wschodnie skrzydło egipskiej armii rozpadło się. Oficer egipskich ochotników Bractwa Muzułmańskiego, Kamal Ismail asz-Szarif powiedział, że „bitwa Auja oznaczała koniec egipskiej kampanii w Palestynie, i odtąd jego armia musiała walczyć na egipskiej ziemi”. Dla Izraelczyków zdobycie Auja oznaczało zakończenie pierwszej fazy operacji Horew, której kontynuacją miało być wkroczenie kolumn zmechanizowanych na półwysep Synaj. Jednak walki o Auja okazały się tak wyczerpujące, że 89 Batalion musiał zatrzymać się na odpoczynek i uzupełnienie sił. Dalsze natarcie miano kontynuować mniejszymi siłami, co miało wpływ na przebieg walk.
Wcześniej jednak Brygada Aleksandroni przeprowadziła nieudaną operację Chisul (27-28 grudnia), której celem była likwidacja „worka al-Faludża”. Zbyt mała liczba użytych sił, słaba komunikacja i koordynacja ataku, sprawiły, że natarcie utknęło. Przeprowadzony następnie egipski kontratak wyparł Izraelczyków, którzy wycofując się, pozostawili część jednej kompanii w okrążeniu. Większość z tych żołnierzy zginęła walcząc aż do śmierci. Niepowodzenie Izraelczyków stało się silnym wzmocnieniem morale Egipcjan, zachęcając ich do dalszej walki i rezygnacji z myśli o kapitulacji.

### Druga faza

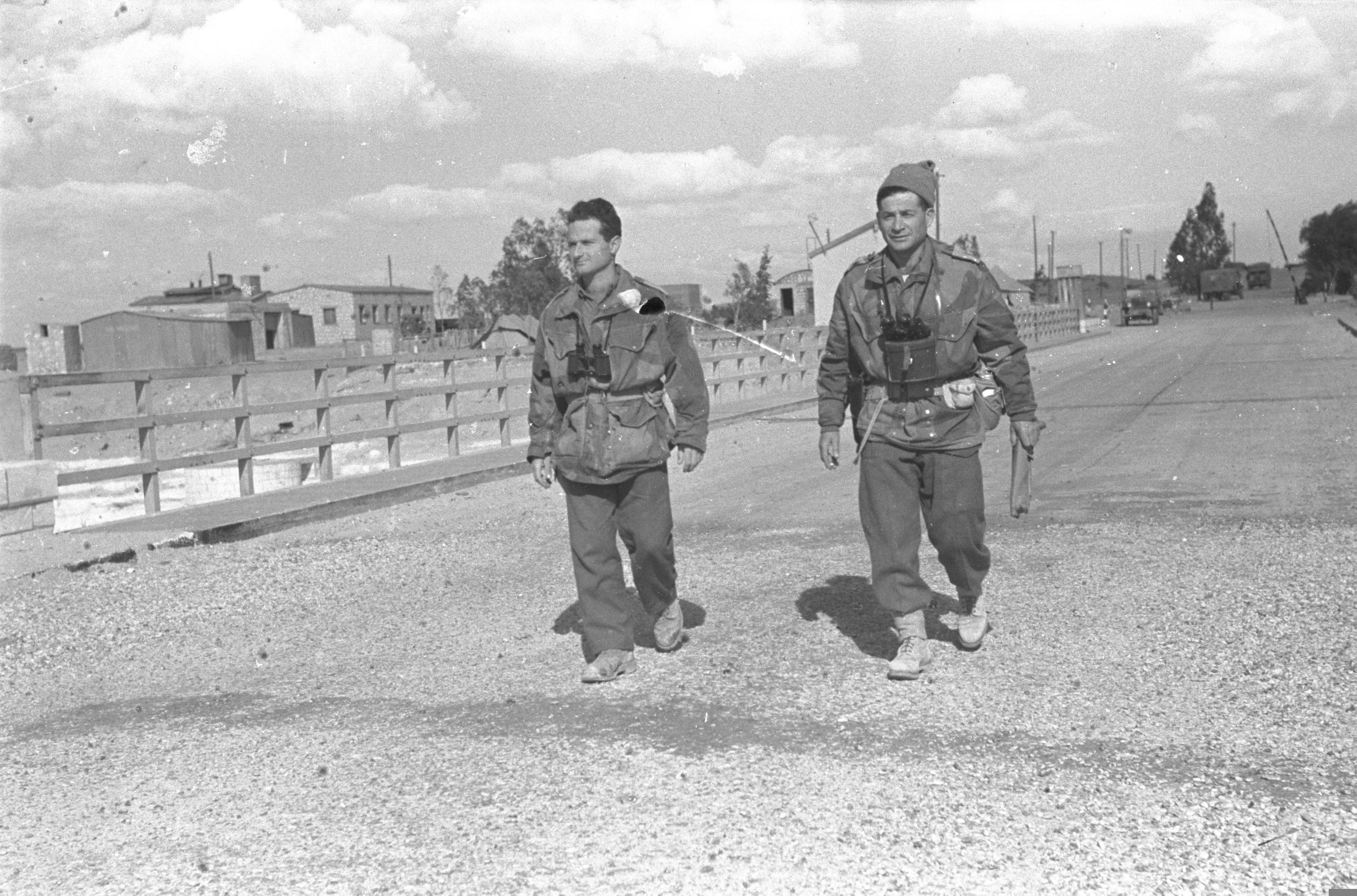
Izraelscy żołnierze w Abu Ageila

Rozpoczęcie głównego natarcia w głąb półwyspu Synaj zostało poprzedzone działaniami dywersyjnymi niewielkiej operacji Hathala (hebr. מִבְצָע הַתְחָלָה, Mivtza Hatḥala). W nocy z 26 na 27 grudnia 1948 dwie izraelskie łodzie patrolowe INS „Sa’ar” i INS „Palmach” przewiozły grupę komandosów, którzy wylądowali na plaży pomiędzy Arisz a Rafah. Podłożyli oni bomby na przebiegającej wzdłuż brzegu linii kolejowej, po czym bezpiecznie powrócili na pokłady oczekujących na nich łodzi.
Do przeprowadzenia natarcia na półwysep Synaj wyznaczono dwa bataliony piechoty z Brygady Negew oraz batalion pancerny z 8 Brygady Pancernej. Zadanie obsadzenia zajętego strategicznego skrzyżowania Abu Ageila oraz bronienia drogi od Auja do Arisz otrzymały jednostki Brygady Harel. Krótko po przekroczeniu granicy, w dniu 28 grudnia izraelskie samoloty omyłkowo zaatakowały własną kolumnę. W ataku zginął jeden żołnierz, a jeden został ranny. Pomyłka wynikała głównie z faktu braku samolotów rozpoznawczych i braku informacji o położeniu własnych wojsk, w wyniku czego piloci uznali kolumnę pojazdów za egipskie posiłki. W konsekwencji tego zdarzenia, Izraelczycy zaczęli wywieszać na pojazdach duże flagi wzorowane na sztandarze wojskowym Brygady Żydowskiej. Następnie natarcie utknęło w rejonie skrzyżowania Umm Katef, gdzie pozycje obronne zajął egipski batalion piechoty. Dopiero ostrzał artylerii i nocne manewry oskrzydlające doprowadziły do zdobycia Umm Katef, co umożliwiło rankiem 29 grudnia zdobycie strategicznego skrzyżowania Abu Ageila.
Izraelczycy pozostawili część sił do obrony zdobytych pozycji, kierując trzon swoich oddziałów uderzeniowych na miasto Arisz. Jeszcze tego samego dnia zajęto pas startowy Bir Lahfan, położony w odległości około 15 km na południe od Arisz. Doszło tutaj do kolejnego pomyłkowego ostrzelania izraelskich żołnierzy przez własne samoloty, których piloci nie wiedzieli o szybkich postępach własnych wojsk lądowych. W wyniku tej pomyłki zginęło kilkudziesięciu żołnierzy. Była to najtragiczniejsza pomyłka izraelskich sił powietrznych na tej wojnie. Po zabezpieczeniu zajętych pozycji, grupa uderzeniowa kontynuowała natarcie, docierając wieczorem 29 grudnia do lotniska Arisz, położonego w odległości 8 km na południe od miasta Arisz. Dopiero tutaj Jigal Allon pozwolił swoim oddziałom zatrzymać się w celu odpoczęcia i podciągnięcia zapasów. Tymczasem, siły strzegące skrzyżowanie Abu Ageila, wykorzystały czas atakując egipskie lotnisko Bir el-Hama.
Wieczorem 29 grudnia, Jigal Allon polecił przegrupowanie oddziałów i przygotowanie się do szturmu na Arisz. Natomiast samemu wsiadł w samolot i poleciał do Tel Awiwu na spotkanie z Jigaelem Jadinem aby przekonać go do planu zdobycia Arisz. Naczelne dowództwo nie było na bieżąco informowane o postępach wojsk na południowym froncie, i było zaskoczone o zajęciu lotniska na przedmieściach Arisz. Obawiając się międzynarodowej reakcji, Jadin rozkazał natychmiastowe wstrzymanie wszystkich działań ofensywnych i wycofanie oddziałów z Egiptu. Jigal Allon spotkał się następnego dnia z Dawidem Ben Gurionem. W rozmowie uczestniczył Szef Sztabu Generalnego gen. Ja’akow Dori oraz jego zastępca, gen. Jigael Jadin. Ostatecznie zezwolono utrzymać zajęte pozycje na przedmieściach Arisz, zakazano jednak zajmowania samego miasta. Zezwolono także na przeprowadzenie działań dywersyjnych na Synaju, natomiast do dalszej realizacji operacji Horew polecono przygotować bezpośredni atak na Rafah i Strefę Gazy. Zastrzeżono przy tym, iż w przypadku brytyjskiej interwencji, izraelskie oddziały będą musiały natychmiast wycofać się z Synaju.
Izraelski rajd na Arisz stanowił olbrzymie zagrożenie dla egipskich linii zaopatrzeniowych. Egipskie dowództwo zdawało sobie sprawę, że nie będzie w stanie obronić miasta przed nacierającymi Izraelczykami i cały korpus ekspedycyjny zostanie odcięty w Strefie Gazy. Z tego powodu, egipscy dyplomaci natychmiast wnieśli skargę do Rady Bezpieczeństwa ONZ, która 29 grudnia 1948 przyjęła Rezolucję RB nr 66. Wzywała ona do natychmiastowego wstrzymania walk i wycofania wojsk na wcześniej zajmowane pozycje. Jeszcze ostrzejsza była natomiast reakcja Wielkiej Brytanii, która poinformowała Stany Zjednoczone, że jeśli Izraelczycy nie wycofają swoich wojsk z Syanju, wówczas Brytyjczycy będą zmuszeni wywiązać się z angielsko-egipskiego paktu z 1936. Informację tę przekazał izraelskiemu ministrowi spraw zagranicznych Mosze Szaretowi amerykański dyplomata James Macdonald. Dawid Ben Gurion nie chciał ryzykować możliwością brytyjskiej interwencji zbrojnej, i nakazał 30 grudnia rozpoczęcie operacji wycofywania wojsk z Synaju. Następnego dnia izraelskie oddziały wycofały się z rejonu Arisz do skrzyżowania Abu Ageila. Tego samego dnia przeprowadzono dużą operację dywwersyjną z Auja. Pustynnymi drogami w głąb półwyspu Synaj zagłębiły się oddziały 4 Batalionu z Brygady Harel. Błyskawicznym atakiem zajęto wioskę al-Kusajma, biorąc kilkudziesięciu jeńców. Równocześnie pluton z 10 Batalionu Brygady Negew przeprowadził rajd z Auja na lotnisko Bir el-Hassana, położone na południowy zachód od al-Kusajma. Atak zakończył się zniszczeniem trzech samolotów i wzięciem 200 jeńców (inne źródła podają 500 jeńców). Ostateczne wycofanie wojsk z Synaju zakończono 2 stycznia 1949. W rezultacie bitwa o Synaj zakończyła się niepowodzeniem Izraelczyków. Ponieważ nie zdobyto miasta Arisz, całość akcji nie miała większego znaczenia dla potencjału militarnego Egiptu. Egipcjanie bardzo szybko zajęli opuszczone lotniska, i wznowili działania swoich sił powietrznych w rejonie walk nad Strefą Gazy i pustynią Negew.

### Bitwa o Rafah
Przygotowując plan ataku na Rafah, zdecydowano się przejąć kontrolę nad przygraniczną drogą biegnącą z Auja na północ do Rafah, a następnie zdobyć skrzyżowanie na głównej drodze z Gazy do Arisz. Otworzyłoby to drogę do wyprowadzenia dalszego pancernego natarcia i przecięcia linii komunikacyjnych łączących Strefę Gazy z miastem Arisz. Rozpoczęcie natarcia zostało poprzedzone 48-godzinnymi nalotami na egipskie pozycje położone pomiędzy Gazą a Arisz. Były one obliczone na zdezorganizowanie komunikacji, oraz wywołanie zamieszania i paniki wśród arabskich mieszkańców i uchodźców.
Rozpoczęcie natarcia nastąpiło w nocy z 3 na 4 stycznia 1949. Tocząc ciężkie walki Brygada Golani zdołała zdobyć i utrzymać Wzgórze 102, znajdujące się w bezpośrednim sąsiedztwie atakowanego skrzyżowania. Odpierając kolejne egipskie kontrataki zniszczono dziewięć czołgów i zabito ponad 150 żołnierzy. W międzyczasie z Auja wyruszyła Brygada „Harel” wspierana jednostkami Brygady Negew. W dniu 5 stycznia dotarły one w rejon prowadzonych walk, zatrzymując się na egipskich liniach obronnych. Sytuację patową usiłowano przezwyciężyć wprowadzając do walki 6 stycznia 8 Brygady Pancernej. Pomimo to, żadnej ze stron nie udawało się uzyskać rozstrzygnięcia. Tymczasem działania na arenie międzynarodowej wymusiły na Izraelu wyrażenie zgody na ogłoszenie kolejnego zawieszenia broni, które miało obowiązywać od godziny 14:00 w dniu 7 stycznia. W rezultacie Jigal Allon otrzymał rozkaz nasilenia ataków i szybkiego szukania rozstrzygnięcia. W nocy z 6 na 7 stycznia, batalion piechoty Brygady „Harel” zaatakował pozycje egipskie w odległości 5 km na zachód od atakowanego strategicznego skrzyżowania. Egipcjanie zostali całkowicie zaskoczeni tym atakiem, i po krótkiej walce wycofali się. Egipskie dowództwo jednak natychmiast rzuciło w ten rejon znaczne posiłki, przeprowadzając kolejne kontrataki. Podczas ciężkich walk toczonych 7 stycznia wśród wydm, zniszczono osiem egipskich czołgów i kilka transporterów opancerzonych. W ten sposób odcięto główne zgrupowanie egipskich wojsk w Strefie Gazy od głównych baz zaopatrzeniowych w Arisz. W nocy z 7 na 8 stycznia izraelscy komandosi podłożyli minę na przybrzeżnej linii kolejowej. Jej wybuch spowodował uszkodzenie pociągu przewożącego rannych żołnierzy z Rafah do Arisz. Zginęło ponad 80 egipskich żołnierzy. Wysadzenie linii kolejowej było ostatnim aktem przecinającym linie komunikacyjne prowadzące na południe.
Pomimo obowiązującego już zawieszenia broni, Jigal Allon planował przeprowadzenie w dniu 8 stycznia ostatniego, decydującego ataku na skrzyżowanie na południe od Rafah. Jednak duża burza piaskowa pokrzyżowała te plany, i termin ataku przesunięto o 24 godziny. W międzyczasie, Egipt zadeklarował gotowość rozpoczęcia rozmów pokojowych pod warunkiem wycofania wojsk izraelskich z terytorium egipskiego. Jigal Allon był przeciwny temu porozumieniu, musiał jednak podporządkować się pod rozkazy głównego dowództwa. W dniach 9-10 stycznia 1949 ostatnie izraelskie oddziały wycofały się z półwyspu Synaj. W ciągu następnych 24-godzin Egipcjanie przywrócili normalną komunikację pomiędzy Strefą Gazy a Arisz.

### Powietrzny incydent brytyjsko-izraelski
W dniu 7 stycznia 1949 roku doszło do najbardziej niebezpiecznego incydentu podczas całej operacji Horew. Dzień wcześniej brytyjskie siły powietrzne Royal Air Force stacjonujące w obszarze egipskiego Kanału Sueskiego, otrzymały rozkaz rozpoczęcia lotów zwiadowczych nad półwyspem Synaj i południową częścią pustyni Negew, aby wywrzeć nacisk na izraelskie wojska i upewnić się, że wycofają się one z terytorium Egiptu. Brytyjskie dowództwo zbierało w ten sposób informacje wywiadowcze, które oficjalnie były przeznaczone dla potrzeb międzynarodowych obserwatorów UNTSO. Jednak w rzeczywistości, dane te mogły być także użyte przez Brytyjczyków, gdyby zaszła potrzeba zbrojnej interwencji w obronie Transjordanii lub Egiptu.
W dniu 7 stycznia, o godzinie 11:15 z bazy lotniczej RAF w Fajid wystartowały cztery brytyjskie samoloty myśliwskie Supermarine Spitfire w wersji rozpoznawczej. Należały one do 208 Eskadry RAF. Ich zadaniem był przeprowadzenie rekonesansu w rejonie Rafah-Auja. Tymczasem pięć egipskich myśliwców Macchi MC.205 zaatakowało w rejonie Rafah izraelską kolumnę zmechanizowaną, niszcząc trzy samochody ciężarowe. Dym z płonących ciężarówek przyciągnął uwagę brytyjskich pilotów, którzy postanowili zbliżyć się i sprawdzić co się dzieje. Dwa samoloty rozpoznawcze zniżyły wysokość lotu do 500 metrów i zaczęła fotografować obszar, natomiast druga para pozostawała na wysokości 1500 metrów. Izraelscy żołnierze widząc nadlatujące samoloty, otworzyli do nich ogień z karabinów maszynowych, strącając jedną maszynę. Dym ciągnący się za spadającym samolotem przyciągnął uwagę dwóch izraelskich myśliwców Spitfire, którzy wdali się w walkę z pozostałymi maszynami. W jej rezultacie zestrzelone zostały pozostałe trzy brytyjskie samoloty. Zginęło dwóch pilotów, a dwóch wzięto do niewoli i przewieziono do Tel Awiwu na przesłuchanie. Izraelscy piloci tłumaczyli później, że byli przekonani, iż atakują egipskie samoloty, które wcześniej zaatakowały izraelską kolumnę zmechanizowaną.
Tymczasem brytyjskie dowództwo było zaniepokojone zaginięciem czterech własnych samolotów rozpoznawczych. Na ich poszukiwanie wysłano cztery kolejne rozpoznawcze Spitfire z 208 Eskadry RAF, które osłaniało piętnaście myśliwców Hawker Tempest z 6 i 213 Eskadry RAF. W rejonie Rafah na brytyjską formację natrafiły cztery izraelskie Spitfire, które zestrzeliły jeden brytyjski samolot. Przeprowadzone później dochodzenie wykazało, że większość izraelskich pilotów (zagraniczni ochotnicy) nie potrafiło odróżnić samolotów brytyjskich od egipskich. Uważali oni, że w rejonie prowadzonych walk, nad terytorium Egiptu mogą znajdować się jedynie wrogie egipskie samoloty. Incydent ten wywołał jednak oburzenie brytyjskiego dowództwa. Brytyjskie Ministerstwo Spraw Zagranicznych zażądało wypłacenia odszkodowania za straty w ludziach i w sprzęcie. Zakazano także brytyjskim samolotom przekraczać granicę Izraela, aby uniknąć spotkania z izraelskimi siłami powietrznymi.

## Reakcje i następstwa
Operacja zakończyła się niepowodzeniem Izraelczyków, ponieważ nie zdołano zniszczyć egipskiego korpusu ekspedycyjnego, ani wyrzucić go ze wszystkich pozycji na pustyni Negew. Jednak osiągnięto duży sukces polityczny, ponieważ najsilniejsze arabskie państwo – Egipt – zgodziło się rozpocząć negocjacje o trwałym zawieszeniu broni z Izraelem.